# Ung thư bàng quang
Ung thư bàng quang là bất kỳ một số loại ung thư phát sinh từ các mô của bàng quang tiết niệu. Một căn bệnh mà các tế bào phát triển bất thường và có khả năng lây lan sang các bộ phận khác của cơ thể. Các triệu chứng bao gồm máu trong nước tiểu, đau khi tiểu tiện và đau lưng.
Các yếu tố nguy cơ ung thư bàng quang bao gồm hút thuốc, tiền sử gia đình, xạ trị, nhiễm trùng bàng quang thường xuyên và tiếp xúc với một số hóa chất nhất định. Loại phổ biến nhất là ung thư biểu mô tế bào chuyển tiếp. Các loại khác bao gồm ung thư biểu mô tế bào vảy và ung thư tuyến mô. Chẩn đoán thường bằng soi bàng quang với sinh thiết mô. Giai đoạn của bệnh ung thư thường được xác định bằng hình ảnh y tế như CT scan và quét xương.
Điều trị phụ thuộc vào giai đoạn của ung thư.  Bao gồm một số kết hợp của phẫu thuật, xạ trị, hóa trị, hoặc liệu pháp miễn dịch.Các lựa chọn phẫu thuật có thể bao gồm cắt bỏ transurethral, loại bỏ hoàn toàn một phần hoặc toàn bộ bàng quang hoặc chuyển tiết niệu. Tỷ lệ sống 5 năm điển hình ở Hoa Kỳ là 77%.
Ung thư bàng quang, tính đến năm 2015, ảnh hưởng đến khoảng 3,4 triệu người trên toàn cầu với 430.000 trường hợp mới mỗi năm. Trong năm 2015, dẫn đến 188.000 người chết
. Tuổi khởi phát thường là từ 65 đến 85 tuổi. Nam giới thường bị ảnh hưởng nhiều hơn nữ giới. Tại Hoa Kỳ vào năm 2018, 81.000 trường hợp và 17.000 ca tử vong được dự đoán sẽ trở thành loại ung thư phổ biến thứ 6 trong khu vực.